# Séisme de 1983 en mer du Japon
Séisme de 1983 en mer du Japon (japonais : 日本海中部地震) est un tremblement de terre qui s'est produit au large des côtes de la préfecture d'Akita au Japon le 26 mai 1983. La magnitude était de 7,7. Ce tremblement de terre a provoqué un tsunami. Au Japon, le tsunami a fait 100 morts.